# جو فولر
جو فولر (بالإنجليزية: Joe Fowler)‏ هو ضابط أمريكي، ولد في 9 يوليو 1894 في لويستون في الولايات المتحدة، وتوفي في 6 ديسمبر 1993 في أورلاندو في الولايات المتحدة.